# Assassinat d'Harry Collinson
 (octobre 2024).
L'assassinat d'Harry Collinson est une affaire judiciaire anglaise ayant eu lieu le 20 juin 1991.

## Contexte
Albert Dryden est né le 12 mai 1940 à Consett.
En 1991, il construit un bungalow sans permis de construire.

## Crime
En conflit avec l'administration, il abat Harry Collinson, le principal agent de planification du conseil de Derwentside. Pendant la fusillade, un policier et le journaliste de la BBC Tony Belmont sont présents pour couvrir la destruction du bungalow.

## Conséquences
Albert Dryden est condamné à la prison à perpétuité mais a été libéré après 26 ans de prison. Alex Watson, conseiller du conseil du comté de Durham et chef du conseil de district à l’époque, a déclaré que c’était à cause de la mauvaise santé du tueur.